# Josef František
Četař Josef František, DFM & Bar, (7. října 1914 Otaslavice – 8. října 1940 Cuddington Way, Surrey) byl československý stíhací pilot, letecké eso bitvy o Británii ve druhé světové válce.

## Život

### Mládí v Československu
Narodil se v moravské vsi Otaslavice, jižně od Prostějova, v rodině tesaře Josefa Františka a jeho ženy Alžběty. Po vyučení nastoupil do Školy leteckého dorostu v Prostějově. Po jejím ukončení se v roce 1936 stal pilotem na pozorovacích letounech Letov Š-328 u 5. letky 2. leteckého pluku v Olomouci. Po absolvování stíhacího kurzu se v roce 1936 stal stíhacím pilotem, létal na stíhačkách Avia B-534 u 4. stíhacího pluku u jeho 40. letky na letišti Kbely.

### Útěk přes Polsko do Francie
Po okupaci Československa uprchl do Polska. Mnoho z československých pilotů pokračovalo dále do Francie, protože nebyli přijati do polského vojenského letectva, ale František se s několika druhy rozhodl zůstat a připojit se k polskému vojenskému letectvu.
Během německé invaze do Polska v září 1939, plnil František průzkumné a spojovací úkoly v neozbrojeném cvičném letadle RWD-8. Ve dnech 19. a 20. září napadl německé kolony ručními granáty. Ve středu 20. září byl sestřelen, ale nouzově přistál a byl obětavě zachráněn polskými piloty jiného letounu, kteří pod nepřátelskou palbou přistáli opodál. V pátek 22. září dostal František za úkol stáhnout se zbývajícími letadly jednotky do Rumunska. Jako mnoha jiným polským pilotům se mu podařilo uprchnout z rumunského internačního tábora a v říjnu 1939 se nakonec dostal až do Francie.
Ve Francii se František rozhodl zůstat raději se zbývajícími Poláky namísto toho, aby se připojil k československému letectvu (pravděpodobnou příčinou byl konflikt s jedním českým důstojníkem, jenž se ho pokoušel zavřít pro porušení subordinace). Není jasné, zda podnikal ve Francii stíhací lety nebo zda zde sestřelil nějaké letadlo. V té době zahraniční letci často bojovali pod pseudonymem, aby ochránili své rodiny v obsazených zemích před pronásledováním gestapa. Podle dostupných dokumentů se do frontového nasazení nedostal a pravděpodobně působil v zázemí jako zalétávací pilot. Nicméně očitý svědek,[zdroj⁠?!] přímý účastník a taktéž letec, Josef Balejka, tvrdil, že Josef František sestřelil nad Belgií a Champagní během tří týdnů deset až jedenáct německých letounů, ale žádné oficiální francouzské ani polské dokumenty tuto skutečnost nepotvrdily.[zdroj⁠?!]

### Pilot RAF
Po pádu Francie se František dostal do Spojeného království a byl přiřazen k 303. stíhací peruti na letišti Northolt, kde létal na stíhačkách Hawker Hurricane Mk.I. Letka se poprvé dostala do akce v srpnu 1940 v závěrečné fázi bitvy o Británii. Prvním (jistým) vítězstvím byla 2. září 1940 německá stíhačka Messerschmitt Bf 109E. Ve vzduchu se často svévolně vzdaloval od sestavy perutě a vyhledával příležitost bojovat s nepřítelem na vlastní pěst. Touto metodou sice dosahoval vzdušných vítězství, ale současně snižoval bojeschopnost vlastní formace. Velitelé peruti, S/Ldr Kellett a Urbanowicz, jej nakonec prohlásili za „hosta perutě“, a dovolili mu operovat samostatně. Krátce po vzletu se tak mohl volně oddělit od formace a operovat nad Kentem nebo kanálem La Manche, kde napadal z náletu se vracející německá letadla. Poláci to nazývali metoda Frantiszka, Britové lone wolf („osamělý vlk“). Během měsíce září dosáhl 17 jistých sestřelů německých letadel a jednoho pravděpodobného a stal se nejlepším nebritským pilotem RAF celé bitvy o Británii. Mnohokrát bojoval proti mnohem početnějšímu nepříteli. Posledního 17. vítězství dosáhl 30. září 1940.

### Smrt
V úterý 8. října 1940 se v 9:40, při návratu z hlídkového letu, Františkův Hurricane Mk.I R4175 (RF-R) zřítil v Cuddington Way v Ewellu. Důvody havárie se nepodařilo objasnit. Podle jedné teorie asi prováděl prvky letecké akrobacie blízko bydliště svého děvčete, podle jiných pamětníků na něm v té době byly patrné příznaky vyčerpání a únavy z boje. Je možné, že příčinou havárie byla kombinace obou těchto faktorů.
Byl pohřben na hřbitově polského letectva v Northwoodu.

## Posmrtné pocty
- Za svého života i posmrtně byl oceněn mnoha vyznamenáními, mezi jinými řádem Virtuti Militari (Vojenské cti) 5. stupně, dvakrát obdržel britskou Distinguished Flying Medal (Záslužná letecká medaile) se sponou (tedy druhé udělení) jako vůbec první cizinec.
- In memoriam byl povýšen nejprve do polské hodnosti podporucznik (16. července 1941) a po osvobození republiky na nadporučíka (1. února 1947). 1. června 1991 pak byl posmrtně povýšen do hodnosti plukovníka.[3]
- Po roce 1989 byl na jeho počest pojmenován prostějovský aeroklub sídlící na vojenském letišti, kde bylo vojenské letecké učiliště. V Otaslavicích je po něm pojmenována základní škola[6] a sídlí i muzeum věnované jeho životu.[7]
- Dne 28. října 2015 mu byl prezidentem republiky Milošem Zemanem udělen Řád Bílého lva in memoriam.
- Zmiňován v hraném dokumentu z roku 2010 Zatracení cizinci! - Nevyprávěná historie Bitvy o Anglii (Bloody Foreigners: The Untold Battle of Britain)
- V roce 2018 ho v britském válečném filmu o 303. polské peruti RAF; Hurikán ztvárnil český herec Kryštof Hádek

## Citáty
| „                                                | Byl to pilot jaký ještě neexistoval před ním a již nebude existovat. Sám se pouštěl do boje s přesilou, létal sám, zákeřně přepadal Němce. Byl nejlepším střelcem, co stiskl spoušť na kulomety, to sestřelený Němec. Létal s láskou a odvahou, byl to největší hrdina v bitvě o Anglii. | “ |
| — Witold Żyborski, pobočník velitele 303. peruti | |   |

| „                                                  | ... jeho tichá, chladnokrevná a skromná osobnost v sobě skrývá rozeného a nemilosrdného stíhače. | “ |
| — Keith Park, velitel 11. skupiny Fighter Command. |                                                                                                  |   |